# Ерік з Вінзену
Ерік з Вінзену (нім. Erik von Winsen), Ерік Моро (р.н. невідомий — помер 8 вересня 1391 р.) — перший діючий латинський єпископ Перемишля, з якого почалась розбудова структур римо-католицької церкви на західних землях Галицькою Русі. За відсутності віруючих, спирався у своїй діяльності на розвиток монаших орденів. Для діяльності Еріха характерною є агресивне ставлення до руського населення та захоплення їх храмів в Перемишлі. Резиденцією Еріка була відібрані у русинів церква апостолів Петра і Павла та церква св. Миколая. За національністю німець.

## Біографічні дані
Народився в Саксонії. До 1377 року був помічником єпископа Гільдесгайму. Під час угорського правління у Прикарпатті, 13 квітня 1377 року був призначений на місце Перемиського латинського єпископа. На той час у новоутвореній, після польсько-угорського завоювання Галичини, практично не було віруючих римо-католиків, а попередні єпископи ніколи не перебували на руських землях. У зв'язку з цим Ерік Моро сконцентрувався на сприянні діяльності францисканського ордену та розбудові своєї резиденції, також, ймовірно, намагався утворити у своїй дієцезії кілька латинських парафій.
Спочатку, Еріх ймовірно жив на кордоні Русі у місті Коросно, а до Перемишля переселився у 1379 році. З його діяльністю пов'язаний початок процесу захоплення руських храмів те перетворення їх на костели. Щонайменше дві церкви — апостолів Петра та Павла і святого Миколая, були відібрані новоприбулим єпископом в рамках розбудови ним тут своєї резиденції та капітули. У своїй діяльності спирався на угорську владу, зокрема у 1384 році отримав від угорської королеви Марії Анжуйської села Радимно на Перемищині та Домарадз, Цергова, Березів, Рівне на Сяніччині. Розбудова епископської резиденції також у Коросно, та перманентне перебування там Еріха, свідчить про відсутність повноцінного ґрунту для діяльності на недавно завойованих руських землях, не дивлячись на формальне опорядження структур новопосталої латинської дієцезії. За припущеннями деяких польських вчених на кінець життя Моро, кількість римо-католицьких парафій у єпархії налічувала коло 40 одиниць.